# Elecciones regionales en Cesar de 2015
Las Elecciones regionales de Cesar de 2015, se llevaron a cabo el 25 de octubre de 2015. En el departamento de Cesar fueron elegidos los siguientes cargos para un periodo de cuatro años contados a partir del 1° de enero de 2016:
- Gobernador de Cesar: Jefe administrativo y ejecutivo del departamento.
- Diputados de la Asamblea departamental
- Alcaldes municipales y concejales municipales para cada uno de los 25 municipios del departamento.
- Junta Administradora Local (Colombia)

## Candidatos oficializados a gobernación
| Candidato         | Partido                      | Perfil                                                                                              |
| ----------------- | ---------------------------- | --------------------------------------------------------------------------------------------------- |
| Franco Ovalle     | (Partido de la U)            | Resultó ganador de las elecciones regionales a la gobernación del Cesar con 238.872 votos (54,45%). |
| Arturo Calderón   | (Partido Liberal Colombiano) | Obtuvo la segunda mayor votación con 178.164 votos (40,61%).                                        |
| Imelda Daza Cotes | (Unión Patriótica)           | Obtuvo 8.300 votos (1,89%).                                                                         |

## Candidaturas a alcaldía y concejo por municipio

### Aguachica

#### Canndidatos a alcaldía
| Candidato                          | Partido                                               | Resultado                                                    |
| ---------------------------------- | ----------------------------------------------------- | ------------------------------------------------------------ |
| Henry Ali Montes Montealegre       | Cambio Radical - Partido Liberal - Centro Democrático | Ganador. Obtuvo la mayor votación con 17.146 votos (40,88%). |
| Wilfred Torres Gutiérrez de Piñres | Partido de la U - AICO - Opción Ciudadana             | Obtuvo 12.157 votos 28,99%.                                  |
| Oswaldo Sarmiento Amorocho         | Partido Conservador                                   | Obtuvo 10.250 votos (24,44%).                                |
| Mario Fernando Beltrán Martínez    | Partido Alianza Verde                                 | Obtuvo 1.153 votos (2,74%).                                  |
| Hugo Alejandro Vasquez Vargas      | Polo Democrático                                      | Obtuvo 745 votos (1,77%).                                    |

### Astrea

#### Candidatos a alcaldía
| Candidato                      | Partido                                    | Resultado                                                   |
| ------------------------------ | ------------------------------------------ | ----------------------------------------------------------- |
| Sandy Sepúlveda Sánchez        | Partido Alianza Social Independiente (ASI) | Ganador. Obtuvo la mayor votación con 5.039 votos (52,91%). |
| Jheison Yesith Escobar Payares | Partido Opción Ciudadana                   | 4.235 votos (44,47%).                                       |
| Francisco Ignacio Paez Ternera | Partido Conservador                        | Obtuvo 153 votos (1,60%).                                   |
| Daniel Alarcón Villalba        | Partido Liberal                            | Obtuvo 44 votos (0,46%).                                    |
| Luis Salomón Madrid Pacheco    | Partido Alianza Verde                      | Obtuvo 23 votos (0,24%).                                    |
| Patricia Elena Estrada Galiano | Cambio Radical                             | Obtuvo 14 votos (0,14%).                                    |

### Becerril

#### Candidatos a alcaldía
| Candidato                            | Partido             | Resultado                                                   |
| ------------------------------------ | ------------------- | ----------------------------------------------------------- |
| Juan Francisco "Kiko" Rojas Hinojosa | Partido Conservador | Ganador. Obtuvo la mayor votación con 4.781 votos (52,79%). |
| Boris Arturo Alemán Portillo         | Partido de la U     | Obtuvo 4.093 votos (45,19%).                                |
| Leonardo Fabio Acosta Díaz           | Partido Liberal     | Obtuvo 131 votos (1,44%).                                   |

### Bosconia

#### Candidatos a alcaldía
| Candidato                      | Partido                                  | Resultado                                                    |
| ------------------------------ | ---------------------------------------- | ------------------------------------------------------------ |
| Juan Enrique Aaron Rivero      | Movimiento 'Por tus derechos'            | Ganador. Obtuvo la mayor votación con 11.832 votos (74,14%). |
| Juan Alfonso Restrepo Oliveros | Partido de la U                          | Obtuvo 3.435 votos (21,52%).                                 |
| Jhon Smith Garrido Barrios     | Partido Alianza Verde                    | Obtuvo 278 votos (1,74%).                                    |
| Amada Castillo Vides           | Movimiento 'Alianza Social por Bosconia' | Obtuvo 187 votos (1,17%).                                    |

#### Candidatos a concejo municipal
DANILO OSPINO FLOREZ - CONSEJAL ELEGIDO

### Chiriguaná

#### Candidatos a alcaldía
| Candidato                        | Partido             | Votos | %       |
| -------------------------------- | ------------------- | ----- | ------- |
| Zunilda Toloza Pérez             | Partido de la U     | 6.349 | 46,21 % |
| Juan Carlos García Mejía         | Partdio Conservador | 5.020 | 37,86 % |
| Hernando Eladio Enciso Arévalo   | Cambio Radical      | 1.763 | 12,83 % |
| Heriberto Antonio Urbina Galiano | Centro Democrático  | 361   | 2,62 %  |

### Codazzi

#### Candidatos a alcaldía
- Gerardo De Jesús Hoyos Ortiz
- Welber Antonio Daza Orozco
- Reynaldo Varela Cuello
- Aída Leonor Álvarez Quintero
- Luis Vladimir Peñaloza Fuentes
- Jorge Eliécer Bernard Castro

### El Paso

#### Candidatos a alcaldía
- Walber Luis Martínez Esquivel
- Idalides De Jesús Castro Cantillo
- Martín Escobar Altamar
- Dawin Alberto Escobar Montero
- Hidalfo Rafael De La Cruz Ortiz
- Luis Gabriel Bastidas Álvarez
- Fernando Bordeth Chiquillo

### La Gloria

#### Candidatos a concejo municipal
Jhon Milton Gómez Barreto

### La Jagua de Ibiríco

#### Candidatos a alcaldía
- Yarcely Leonor Rangel
- Ovelio Enrique Jimenez Machado
- Blanca Florez Orozco

### La Paz

#### Candidatos a alcaldía
- Martín Zuleta Mieles
- Agustín ‘Tinito’ Cotes
- Carlos Alberto ‘El Negro’ Arredondo
- Andrea Ovalle

### Pailitas

#### Candidatos a alcaldía
- José Elías Cruz Romero
- Luis Said Castro Cueto
- Auden Viloria Cotes
- Carlos Javier Toro Velásquez
- Jorge Eliécer Aguilar Montaño

### San Alberto

#### Candidatos a alcaldía
Julio Cesar González Reyes – Centro Democrático
Carlos Arturo Ríos Vera – ASI
Ángel Francisco Vega Fuentes – Alianza Verde
Pedro Rafael Guevara Chogo – Cambio Radical
Melkin Alinson Robles Guerrero – Partido Conservador
Luis Felipe Estupiñan Espindola -Partido Liberal
Edgar Ricardo Díaz – Partido De La U

### San Diego

#### Candidatos a alcaldía
- Elvia Milena Sanjuan Dávila
- José Tobías Becerra Daza
- Carlos Mario "Callo" Calderón Ortega

### San Martín

#### Candidatos a alcaldía
SAUL EDUARDO CELIS 
PARTIDO CONSERVADOR

### Tamalameque

#### Candidatos a alcaldía
- Alberto De Jesús Aguilar Pava (Partido Alianza Social Independiente, ASI)
- Armando Mier Moreno (Centro Democrático, CD)
- Daniel Santos Beleño (Movimiento Alternativo Indígena y Social, MAIS)
- Davinson Guerra Torres (Partido Cambio Radical, CR)
- Enrique Jimenez Noriega (Partido Conservador Colombiano)
- Luis Hernando Lascarro Tafur (Partido Liberal Colombiano)
- William de Jesus Mercado Tovar (Partido Opción Ciudadana)
- Jorge Alonso Castro Jaraba (Partido de la U)

### Valledupar (capital departamental)

#### Candidatos a alcaldía
- Sergio Araújo Castro (Centro Democrático)
- Jaime González Mejía (Cambio Radical)
- Tuto Uhía (Avanzar es Posible)
- Rober Romero Ramírez (Partido Liberal)
- Jhon Valle Cuello (Movimiento Alternativo Indígena y Social - MAIS)
- Lina De Armas (Polo Democrático)
- Evelio Daza (Partido Verde)
- Pedro Acuña
- Andrés Arturo Fernández

#### Candidatos a concejo municipal
Alejandro Morales